# Ed Boon
Edward J. Boon (Chicago, 22 de fevereiro de 1964), é um programador americano de videojogos que foi empregado por mais de 15 anos da desenvolvedora de jogos eletrônicos Midway. Trabalha numa companhia subsidiária da Warner Bros. Interactive Entertainment chamada NetherRealm Studios, antiga Midway Games antes da Warner Bros. comprá-la.
Criou, juntamente com John Tobias, a série Mortal Kombat, na qual trabalha até hoje como produtor executivo, além de dublar a voz característica do personagem Scorpion durante as lutas.

## Trabalhos

### Videojogos
- High Impact
- Super High Impact
- Smash TV (todas as vozes)
- Mortal Kombat
- Mortal Kombat II
- Mortal Kombat 3
- Ultimate Mortal Kombat 3
- Mortal Kombat Trilogy
- Mortal Kombat 4
- Mortal Kombat Gold
- The Grid
- Mortal Kombat: Deadly Alliance
- Mortal Kombat: Deception
- Mortal Kombat: Shaolin Monks
- Mortal Kombat: Armageddon
- Mortal Kombat vs. DC Universe
- Mortal Kombat (jogo eletrônico de 2011)
- Injustice: Gods Among Us
- Mortal Kombat X
- "Injustice 2"
- Mortal Kombat 11

### Pinball
- F-14 Tomcat (1987; efeitos)
- Space Station: Pinball Rendezvous (1987; software e efeitos)
- Banzai Run (1988; efeitos)
- Taxi (1988; software e efeitos)
- Black Knight 2000 (1989; software e efeitos)
- FunHouse (1990; voz de Rudy)

### Filmes
- Mortal Kombat (voz de Scorpion)
- Mortal Kombat Annihilation (voz de Scorpion)
- Mortal Kombat: Legacy (pequena aparição no Ep. #3)